# Break It Down
Break It Down è un singolo del rapper statunitense Lil Tracy, pubblicato il 27 luglio 2018

## Tracce
1. Break It Down – 1:57